# Skjerjavatnet
Skjerjavatnet es un lago ubicado en el límite de los municipios de Vaksdal y Modalen en la provincia de Hordaland, Noruega. Tiene una superficie de 7.37 km² y está a 964 m de altitud, entre los valles de Modalen y Eksingedalen. Los lados suroeste y noreste tienen repreresas que sirven para la generación de energía hidroeléctrica.